# Kjellerup
Kjellerup är en ort belägen mellan Viborg och Silkeborg på Jylland i Danmark. Kjellerup ligger i Silkeborgs kommun i Region Midtjylland.
Kjellerup var innan 2007 huvudort i den tidigare kommunen Kjellerups kommun belägen i Viborg amt.